# جيان بيرو ريفيربيري
جيان بيرو ريفيربيري (بالإيطالية: Gian Piero Reverberi)‏ (29 يوليو 1939 في جنوة) هو ملحن ومنتج موسيقى إيطالي. أصبح معروفا كملحن ومؤسس الفرقة الموسيقية روندو فينيزيانو.
درس جيان العزف على آلة البيانو والتلحين في معهد الموسيقي باغانيني. عمل خلال دراسته الموسيقية مع أخاه وكان آنذاك قد بدأ في نشاطه على الساحة الموسيقية. في عام 1963 كتب أول أغانيه وكان في سن الرابعة والعشرين من عمره. أسس عام 1979 الفرقة الموسيقية روندو فينيزيانو الذي قام بتلحين أغلب المقاطع الموسيقية لها والتي اشتهرت من خلال بعض العناوين مثل سان ماركو، وأوديسيا فينيزيانا.

## روابط خارجية
- جيان بيرو ريفيربيري على موقع IMDb (الإنجليزية)
- جيان بيرو ريفيربيري على موقع ميوزك برينز (الإنجليزية)
- جيان بيرو ريفيربيري على موقع أول ميوزيك (الإنجليزية)
- جيان بيرو ريفيربيري على موقع ديسكوغز (الإنجليزية)
- جيان بيرو ريفيربيري على موقع قاعدة بيانات الفيلم (الإنجليزية)